# Eilema insolita
Eilema insolita är en fjärilsart som beskrevs av Walker 1854. Eilema insolita ingår i släktet Eilema och familjen björnspinnare. Inga underarter finns listade i Catalogue of Life.